# Ингвар Путешественник

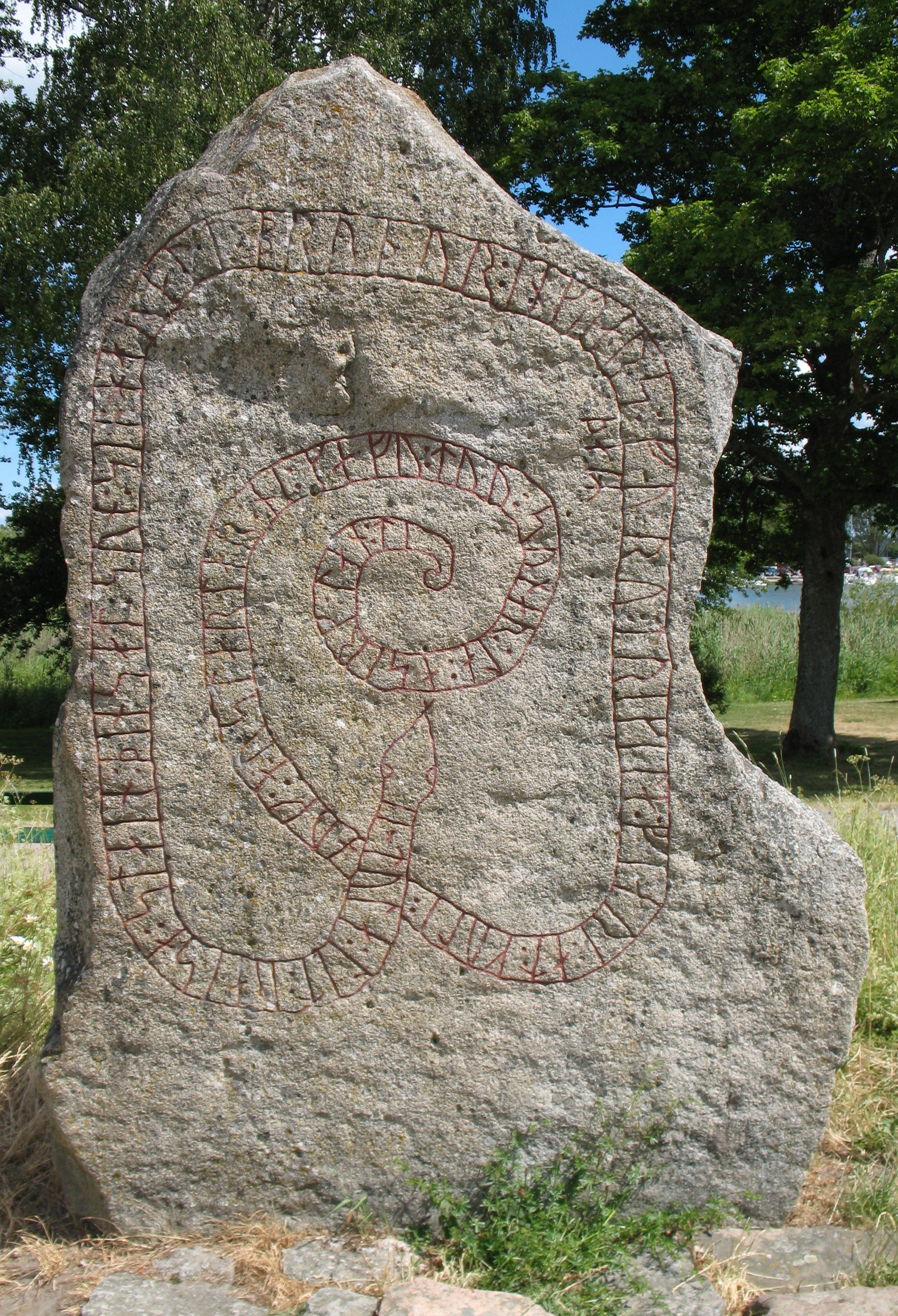
Рунический камень Харальда (Sö 179), один из «Камней Ингвара». Надпись гласит: «Тола велела установить этот камень по своему сыну Харальду, брату Ингвара. Они отважно уехали далеко за золотом и на востоке кормили орлов. Умерли на юге в Серкланде.» Текст написан с помощью кеннигов «ездить за золотом» — участвовать в викингском походе и «кормить орлов» —убивать врагов, трупы которых послужат пищей орлам.

Ингвар Путешественник (др.-сканд. Yngvarr víðförli) — предводитель неудачного похода викингов на Каспий в 1036—1042 годах.

## Свидетельства
- О походе Ингвара сохранились свидетельства на Ингваровых камнях, где записаны имена его участников. Большинство таких камней расположено вблизи озера Меларен в Швеции. Камень брата Ингвара гласит, что они вместе пошли за золотом на восток и умерли в земле Аббасидов (Серкланде) (камень Sö 179).
- Ингвару Путешественнику также посвящена значительная часть «Саги об Ингваре Путешественнике». Сага детально описывает детство Ингвара, затем рассказывает о его походе, значительно дополняя его рассказ мистикой.

## Биография

### Происхождение
Пока есть три версии происхождения Ингвара Путешественника:
- Согласно «Саге об Ингваре Путешественнике» Ингвар сын варяга Эймунда, которого родил хёвдинг Аки и дочь шведского короля Ейрика Победоносного[3]. (Версию поддерживают Otto von Friesen и Елена Мельникова).
- Согласно камням U 513, U 540, Sö 179 и Sö 279 Ингвар сын шведского короля Эймунда Старого и внук Олафа Шётко́нунга[4]. Данная версия нарушает хронологию повествования и связи персонажей «Саги об Ингваре Путешественнике». (Версия выдвинута F. Braun).
- Основываясь на датировке «Камней Ингвара» (начало XI века), предложенной Elias Wessén и Sune Lindquist, была выдвинута версия о существовании принца Эймунда. По этой версии Ингвар сын шведского принца Эймунда, брата Олафа Шётко́нунга и сына Ейрика Победоносного[5]. (Версия выдвинута Lauritz Weibull (1911) и J. Svennung (1966)).

Споры о происхождении Ингвара возникли ещё в XIII—XIV веке, когда приблизительно была записана «Сага об Ингваре Путешественнике». Записавший её, в конце текста добавил от себя:
Но мы знаем о том, что некоторые сказители саг говорят, что Ингвар был сыном Энунда Олавссона, потому что им кажется, будто ему прибудет чести, если его назовут сыном конунга.

### Семья
|      | «Сага об Ингваре Путешественнике» | Камни Ингвара         |
| ---- | --------------------------------- | --------------------- |
| дед  | хёвдинг Аки                       | Олаф Шётко́нунг        |
| отец | варяг Эймунд                      | Эймунд Старый         |
| мать | н/д                               | Рагнхильд (Ragnhildr) |
| брат | н/д                               | Харальд               |
| сын  | Свейн                             | н/д                   |

В зависимости от версий, приходился либо родным, либо двоюродным племянником Ингигерде, жене Ярослава Мудрого. Провел 3 года при их дворе.

### Детство[8]
Возможный год рождения Ингвара — 1010 год.
В «Саге об Ингваре Путешественнике» есть лишь один эпизод из детства Ингвара о том, как он и Анунд, сын Олафа Шётко́нунга, мирили отца Ингвара Эймунда и короля Олафа.

### Поход[8]
Повзрослев, Ингвар начал добиваться от Олафа Шётко́нунга звания конунга. Когда тот отказал, Ингвар поехал в Гардарики и снарядил поход на юг в земли Аббасидов по речным путям. 
В ходе экспедиции он обращает некоторые народы и страны в христианство, принимает участие в междоусобной войне предположительно в Грузии, предположительно сталкивается с греками и «греческим огнём», теряет множество своих людей и умирает от болезни. Его хоронят в Цитополе (Citopolim) по христианским обычаям в специально воздвигнутой для погребения часовне.
Согласно «Саге об Ингваре Путешественнике» часть кораблей Ингвара вернулись в Швецию, и сын Ингвара Свейн повторил поход отца, женился на Силькисив и укрепил христианство в её королевстве, а затем вернулся в Швецию. Из всех дошедших до нас 26 «Камней Ингвара» ни один не упоминает о возвращении из похода Ингвара. Все они, как правило, заканчиваются аналогично камню Харальда:
...dou sunnarla a Særklandi.

## Интерпретации
По предположению Матса Ларссона (Mats Larsson) скандинавы Ингвара были использованы Ярославом для борьбы с печенегами, битва с которыми в поле на месте будущего строительства киевской Софии получила отражение в сообщении «Повести временных лет» под 6544 (1036) годом.